# Thiago Martinelli
Thiago Martinelli (ur. 14 stycznia 1980) – brazylijski piłkarz występujący na pozycji obrońcy.

## Kariera piłkarska
Od 2000 do 2012 roku występował w Paulista, São Caetano, Cruzeiro EC, Cerezo Osaka, CR Vasco da Gama, Vitória i Audax.